# Félix Marcotte
Félix Émile Marcotte (* 12. Juni 1865 in New York City, Vereinigte Staaten; † 26. Juli 1953 in Avon) war ein französischer Segler.

## Erfolge
Félix Marcotte, der für den Cercle de la Voile de Paris und den Yacht Club de France segelte, nahm an den Olympischen Spielen 1900 in Paris teil, wo er in drei Wettbewerben antrat. In der gemeinsamen Wettfahrt gelang ihm als Crewmitglied der Crabbe II keine Zieleinfahrt, während er in der Bootsklasse 0,5 bis 1 Tonne zweimal das Podium erreichte. In der ersten Wettfahrt belegte er den zweiten Platz hinter der Scotia aus Großbritannien und schloss die zweite Wettfahrt hinter der Pettit-Poucet und der Scamasaxe auf Rang drei ab. Bei allen Wettfahrten bestand die Crew außerdem aus Jacques Baudrier, Jean Le Bret und William Martin, Skipper des Bootes war Jules Valton.